# Alpha Tiger
Alpha Tiger est un groupe allemand de power et speed metal, originaire de Freiberg, en Saxe, actif entre 2007 et 2018.

## Histoire
Alpha Tiger est formé en 2011 à partir du groupe précédent au style très similaire, Satin Black, qui existait depuis 2007, mais dont la formation était encore légèrement différente. C'est sous ce nom que le premier album Harlequin est publié en autoproduction. Une démo suit en 2010.
Début 2011, le groupe se rebaptise Alpha Tiger et signe un contrat d'enregistrement avec le label discographique indépendant Sonic Attack Records, qui sort en avril le premier album Man or Machine en CD et en vinyle. Ce premier album est enregistré en collaboration avec Karl-Ulrich Walterbach, fondateur et ancien gérant de Noise Records. Le reste de l'année, le groupe se produit en première partie de groupes comme Sepultura, Gamma Ray ou Majesty. De plus, l'ancien batteur Axel Pätzold est remplacé par David Schleif. Durant l'été 2012, Alpha Tiger joue entre autres au Rock Hard Festival et au Hellfest en France. En septembre 2012, le groupe annonce que le troisième album, déjà enregistré, sortirait en janvier via le label Century Media, avec lequel le groupe signe déjà un contrat correspondant. Une tournée européenne d'Alpha Tiger en première partie de W.A.S.P. est également confirmée pour octobre et novembre.
L'année 2013 est suivie d'une vaste tournée de festivals. Le groupe joue ainsi entre autres aux festivals suivants : Up the Hammers à Athènes, Metalfest en Pologne, Basinfest en République tchèque, Rockharz Open Air, Bang Your Head, Wacken Open Air, Heavy Sound Festival en Belgique, Distortion Fest aux Pays-Bas, Hard Rock Hell au Pays de Galles. Fin 2013, Alpha Tiger joue également en première partie de certains concerts du groupe américain Queensrÿche.
En 2014, le groupe se sépare de Century Media et signe un contrat d'enregistrement avec SPV pour l'album iDentity, qui sort début 2015. Le groupe apparait dans le film Wacken 3D avec la chanson Men or Machines. Peu après la sortie d'iDentity, le chanteur Stephan Dietrich déclare qu'il quitte le groupe>. Son successeur est Benjamin Jaino, qui a également chanté sur l'album Alpha Tiger, sorti en 2017.
Début septembre 2018, le groupe annonce sa séparation, le concert d'adieu a lieu le 17 novembre 2018 à Dresde.

## Style musical
Alpha Tiger jouait un mélange de speed metal, power metal, heavy metal et new wave of British heavy metal. Le chant aigu ainsi que le travail de la guitare y jouaient un rôle déterminant. Le groupe est parfois comparé à Iron Maiden. 

## Discographie
- 2008 : Harlequin (album, sous Satin Black)
- 2010 : Martyr’s Paradise (EP, sous Satin Black)
- 2011 : Man or Machine (album)
- 2013 : Beneath the Surface (album)
- 2014 : Lady Liberty (single)
- 2015 : Identity (album)
- 2017 : Alpha Tiger (album)